# Metropolia kostromska
Metropolia kostromska – jedna z metropolii Rosyjskiego Kościoła Prawosławnego, z siedzibą w Kostromie. Obejmuje terytorium obwodu kostromskiego.
Utworzona postanowieniem Świętego Synodu 27 grudnia 2016, w miejsce dotychczasowej eparchii kostromskiej, z której wydzielono eparchię galicką. Obie eparchie (macierzysta i nowa) weszły w skład metropolii kostromskiej.
Zwierzchnikiem administratury jest metropolita kostromski i nieriechcki Terapont (Kaszyn).